# Championnes de France de natation en bassin de 50 m du 800 m nage libre
| Championnat | Lieu                             | Athlète                             | Naissance | Âge   | Club                                                 | Temps                          |
| ----------- | -------------------------------- | ----------------------------------- | --------- | ----- | ---------------------------------------------------- | ------------------------------ |
| 1963 hiver  | Marseille Piscine Vallier (25 m) | Annie Vanacker                      |           |       | Enfants de Neptune de Tourcoing                      | 10 min 34 s 5                  |
| 1963 été    | Paris Georges Vallerey           | non disputé                         |           |       |                                                      |                                |
| 1964 hiver  | Marseille Piscine Vallier (25 m) | Annie Vanacker                      |           |       | Enfants de Neptune de Tourcoing                      | 10 min 31 s 6                  |
| 1964 été    | Paris Georges Vallerey           | non disputé                         |           |       |                                                      |                                |
| 1965 hiver  | Marseille Piscine Vallier (25 m) | non disputé                         |           |       |                                                      |                                |
| 1965 été    | Paris Georges Vallerey           | non disputé                         |           |       |                                                      |                                |
| 1966 hiver  | Le Mans (25 m)                   | non disputé                         |           |       |                                                      |                                |
| 1966 été    | Paris Georges Vallerey           | non disputé                         |           |       |                                                      |                                |
| 1967 hiver  | Caen (25 m)                      | non disputé                         |           |       |                                                      |                                |
| 1967 été    | Paris Georges Vallerey           | Danièle Dorléans                    |           |       | Cercle des nageurs de Marseille                      | 10 min 07 s 0                  |
| 1968 hiver  | Montreuil                        | Dominique Mollier                   |           |       | Lyon SN Perrache                                     | 10 min 09 s 3                  |
| 1968 été    | Paris Georges Vallerey           | Marie-José Kersaudy                 |           |       | CN Calédoniens                                       | 9 min 45 s 5 RF                |
| 1969 hiver  | Toulouse                         | Sylvie Moreau                       |           |       | Stella Sports de Saint-Maur                          | 10 min 14 s 3                  |
| 1969 été    | Paris Georges Vallerey           | Claude Mandonnaud                   | 1950      | 19    | ASPTT Limoges                                        | 10 min 04 s 6                  |
| 1970 hiver  | Aix-en-Provence                  | Marie-Christine Ghys                |           |       | CN Berck                                             | 10 min 19 s 0                  |
| 1970 été    | Paris Georges Vallerey           | Maria-Dolorès Anewy                 |           |       | CN Calédoniens                                       | 9 min 56 s 2                   |
| 1971 hiver  | Montreuil                        | Claude Mandonnaud                   | 1950      | 21    | ASPTT Limoges                                        | 10 min 11 s 0                  |
| 1971 été    | Paris Georges Vallerey           | Claude Mandonnaud                   | 1950      | 21    | ASPTT Limoges                                        | 10 min 05 s 0                  |
| 1972 hiver  | Rouen (25 m)                     | Claude Mandonnaud                   | 1950      | 22    | ASPTT Limoges                                        | 9 min 46 s 9                   |
| 1972 été    | Vittel                           | Mireille Reynaud                    |           |       | Girondins de Bordeaux                                | 9 min 56 s 9                   |
| 1973 hiver  | Paris Georges Hermant            | Martine Reynaud                     |           |       | Girondins de Bordeaux                                | 10 min 12 s 57                 |
| 1973 été    | Vittel                           | Sylvie Le Noach                     |           |       | Enfants de Neptune de Tours                          | 9 min 52 s 34                  |
| 1974 hiver  | Bordeaux                         | Christine Duperron                  |           |       | Club des Vikings de Rouen                            | 9 min 45 s 63                  |
| 1974 été    | Paris Georges Vallerey           | Claude Mandonnaud                   | 1950      | 24    | ASPTT Limoges                                        | 9 min 37 s 36 RF               |
| 1975 hiver  | Troyes                           | Christine Duperron                  |           |       | Club des Vikings de Rouen                            | 9 min 37 s 01 RF               |
| 1975 été    | Paris Georges Vallerey           | Isabelle Leroy                      |           |       | D Annecy                                             | 9 min 22 s 97 RF               |
| 1976 hiver  | Tarbes                           | Véronique Fernandez                 |           |       | DAM Ugine                                            | 9 min 25 s 44                  |
| 1976 été    | Paris Georges Vallerey           | Isabelle Leroy                      |           |       | D Annecy                                             | 9 min 21 s 76                  |
| 1977 hiver  | Rennes                           | Véronique Fernandez                 |           |       | DAM Ugine                                            | 9 min 16 s 88 RF               |
| 1977 été    | Paris Georges Vallerey           | Véronique Fernandez                 |           |       | DAM Ugine                                            | 9 min 09 s 29 RF               |
| 1978 hiver  | Lille                            | Véronique Fernandez                 |           |       | DAM Ugine                                            | 9 min 13 s 33                  |
| 1978 été    | Laval                            | Véronique Fernandez                 |           |       | DAM Ugine                                            | 9 min 08 s 69 RF               |
| 1979 hiver  | Nanterre                         | Muriel Voches                       |           |       | Lyon Natation                                        | 9 min 04 s 86 RF               |
| 1979 été    | Mulhouse                         | Brigitte Barbut                     |           |       | Enfants de Neptune de Pierrelatte                    | 9 min 07 s 53                  |
| 1980 hiver  | Bordeaux                         | Isabelle Morange                    |           |       | Cercle des nageurs de Marseille                      | 9 min 05 s 75                  |
| 1980 été    | Brive-la-Gaillarde               | Isabelle Morange                    |           |       | Cercle des nageurs de Marseille                      | 9 min 09 s 73                  |
| 1981 hiver  | La Rochelle                      | Sandra Lacour                       |           |       | ES Massy                                             | 9 min 09 s 12                  |
| 1981 été    | Dunkerque                        | Sandra Lacour                       |           |       | ES Massy                                             | 9 min 01 s 47 RF               |
| 1982 hiver  | Toulouse                         | Sandra Lacour                       |           |       | ES Massy                                             | 9 min 03 s 46                  |
| 1982 été    | Megève                           | Fabienne Guil                       |           |       | Dinard ON                                            | 9 min 13 s 26                  |
| 1983 hiver  | Tours                            | Catherine Rabbe                     |           |       | CN Dole                                              | 9 min 02 s 75                  |
| 1983 été    | Bordeaux                         | Catherine Rabbe                     |           |       | CN Dole                                              | 8 min 58 s 47                  |
| 1984 hiver  | Strasbourg                       | Laurence Bensimon                   |           |       | CS Clichy                                            | 8 min 45 s 39 RF               |
| 1984 été    | Paris Georges Vallerey           | Fabienne Guil                       |           |       | Dinard ON                                            | 9 min 07 s 02                  |
| 1985 hiver  | Aix-en-Provence                  | Karyn Faure                         | 1969      | 16    | Cercle des nageurs d'Antibes                         | 8 min 54 s 97                  |
| 1985 été    | Dunkerque                        | Karyn Faure                         | 1969      | 16    | Cercle des nageurs d'Antibes                         | 8 min 51 s 89                  |
| 1986 hiver  | Rennes                           | Karyn Faure                         | 1969      | 17    | Cercle des nageurs d'Antibes                         | 8 min 48 s 76                  |
| 1986 été    | Millau                           | Karyn Faure                         | 1969      | 17    | Cercle des nageurs d'Antibes                         | 8 min 50 s 58                  |
| 1987 hiver  | Mulhouse                         | Karyn Faure                         | 1969      | 18    | Cercle des nageurs d'Antibes                         | 8 min 48 s 42                  |
| 1987 été    | Strasbourg                       | Karyn Faure                         | 1969      | 18    | Cercle des nageurs d'Antibes                         | 8 min 46 s 03                  |
| 1988 hiver  | Vittel                           | Karyn Faure                         | 1969      | 19    | Cacel Nice                                           | 8 min 50 s 66                  |
| 1988 été    | Dunkerque                        | Cécile Prunier                      | 1969      | 19    | SN Versailles                                        | 8 min 39 s 20 RF               |
| 1989 hiver  | Forbach                          | Karyn Faure                         | 1969      | 20    | Cacel Nice                                           | 8 min 49 s 90                  |
| 1989 été    | Paris Georges Vallerey           | Karyn Faure                         | 1969      | 20    | Cacel Nice                                           | 8 min 43 s 99                  |
| 1990 hiver  | La Rochelle                      | Karyn Faure                         | 1969      | 21    | Cacel Nice                                           | 8 min 48 s 59                  |
| 1990 été    | Narbonne                         | Karyn Faure                         | 1969      | 21    | Cacel Nice                                           | 8 min 46 s 94                  |
| 1991 hiver  | Saint-Étienne                    | Marie-Pierre Wirth                  |           |       | Mulhouse Olympic Natation                            | 8 min 51 s 10                  |
| 1991 été    | Millau                           | Marie-Pierre Wirth                  |           |       | Mulhouse Olympic Natation                            | 8 min 52 s 53                  |
| 1992 hiver  | Dunkerque                        | Audrey Astruc                       | 1977      | 15    | Cercle des Nageurs de Brest                          | 8 min 47 s 95                  |
| 1992 été    | Mennecy                          | Audrey Astruc                       | 1977      | 15    | Cercle des Nageurs de Brest                          | 8 min 49 s 80                  |
| 1993 hiver  | Mennecy                          | Audrey Astruc                       | 1977      | 16    | Cercle des Nageurs de Brest                          | 8 min 48 s 27                  |
| 1993 été    | Paris Georges Vallerey           | Marie-Pierre Wirth                  |           |       | Mulhouse Olympic Natation                            | 8 min 53 s 61                  |
| 1994 hiver  | Lille                            | Audrey Astruc                       | 1977      | 17    | Cercle des Nageurs de Brest                          | 8 min 52 s 67                  |
| 1994 été    | Aix-les-Bains                    | Audrey Astruc                       | 1977      | 17    | Cercle des Nageurs de Brest                          | 8 min 53 s 91                  |
| 1995 hiver  | Mennecy                          | Audrey Astruc                       | 1977      | 18    | Cercle des Nageurs de Brest                          | 8 min 47 s 76                  |
| 1995 été    | Canet-en-Roussillon              | Audrey Astruc                       | 1977      | 18    | Cercle des Nageurs de Brest                          | 8 min 58 s 88                  |
| 1996 hiver  | Dunkerque                        | Laetitia Choux                      | 1979      | 17    | Mulhouse Olympic Natation                            | 8 min 59 s 68                  |
| 1996 été    | Montpellier                      | Laetitia Choux                      | 1979      | 17    | Mulhouse Olympic Natation                            | 9 min 03 s 54                  |
| 1997        | Mennecy                          | Laetitia Choux                      | 1979      | 18    | Mulhouse Olympic Natation                            | 8 min 55 s 68                  |
| 1998        | Amiens                           | Ingrid Bourre                       | 1976      | 22    | Cercle des Nageurs de Melun-Dammarie                 | 8 min 42 s 61                  |
| 1999        | Dunkerque                        | Ingrid Bourre                       | 1976      | 23    | Cercle des Nageurs de Melun-Dammarie                 | 8 min 46 s 92                  |
| 2000        | Rennes                           | Ingrid Bourre                       | 1976      | 24    | Cercle des Nageurs de Melun-Dammarie                 | 8 min 46 s 72                  |
| 2001        | Chamalières                      | Marion Perrotin                     | 1983      | 18    | Mulhouse Olympic Natation                            | 8 min 46 s 80                  |
| 2002        | Chalon-sur-Saône                 | Marion Perrotin                     | 1983      | 19    | Mulhouse Olympic Natation                            | 8 min 40 s 49                  |
| 2003        | Saint-Étienne                    | Laure Manaudou                      | 1986      | 17    | Cercle des Nageurs de Melun-Dammarie                 | 8 min 33 s 92 RF               |
| 2004        | Dunkerque                        | Rebecca Cooke (open) Laure Manaudou | 1983 1986 | 21 18 | Grande-Bretagne Cercle des Nageurs de Melun-Dammarie | 8 min 29 s 02 8 min 31 s 21 RF |
| 2005        | Nancy                            | Laure Manaudou                      | 1986      | 19    | Cercle des Nageurs de Melun-Dammarie                 | 8 min 35 s 21                  |
| 2006        | Tours                            | Laure Manaudou                      | 1986      | 20    | Cercle des Nageurs de Melun Val de Seine             | 8 min 25 s 42                  |
| 2007        | Saint-Raphaël                    | Laure Manaudou                      | 1986      | 21    | Canet 66 natation                                    | 8 min 31 s 26                  |
| 2008        | Dunkerque                        | Camelia Potec Coralie Balmy         | 1982 1987 | 26 21 | Canet 66 Natation Dauphins du TOEC                   | 8 min 23 s 78 8 min 25 s 63    |
| 2009        | Montpellier                      | Camelia Potec Coralie Balmy         | 1982 1987 | 27 22 | Roumanie Dauphins du TOEC                            | 8 min 16 s 70 8 min 25 s 32    |
| 2010        | Saint-Raphaël                    | Ophélie-Cyrielle Étienne            | 1990      | 20    | Dauphins du TOEC                                     | 8 min 33 s 91                  |